# Tercentenary Lectures
A Tercentenary Lectures foi uma série de palestras (lectures) apresentadas durante as comemorações do aniversário de 300 anos da Royal Society em Londres em 1960.

## Lista delecturers[2]
| Nome                  | Lecture                                                  | Notas |
| --------------------- | -------------------------------------------------------- | ----- |
| C. D. Darlington      | The chromosomes and the theory of heredity               | —     |
| Arnold Alexander Hall | Trends in aeronautical science and engineering           | —     |
| Christopher Hinton    | The evolution of nuclear power plant design              | —     |
| Alan Lloyd Hodgkin    | The physics and chemistry of nervous conduction          | —     |
| Dorothy Hodgkin       | Molecules in crystals                                    | —     |
| Bernard Lovell        | The investigation of the Universe by radio astronomy     | —     |
| Peter Medawar         | The problems of transplantation                          | —     |
| Cecil Frank Powell    | The study of nuclear interactions at very great energies | —     |
| Alexander R. Todd     | New horizons in organic chemistry                        | —     |
| Vincent Wigglesworth  | The metamorphosis of insects                             | —     |